# Benamocarra
Benamocarra is een gemeente in de Spaanse provincie Málaga in de regio Andalusië met een oppervlakte van 6 km². In 2007 telde Benamocarra 3007 inwoners.